# Zlaté Moravce
Zlaté Moravce (deutsch Goldmorawitz, ungarisch Aranyosmarót – bis 1877 Aranyosmaróth) ist eine Stadt in der Mittelslowakei und gibt einem Bezirk seinen Namen.

## Lage

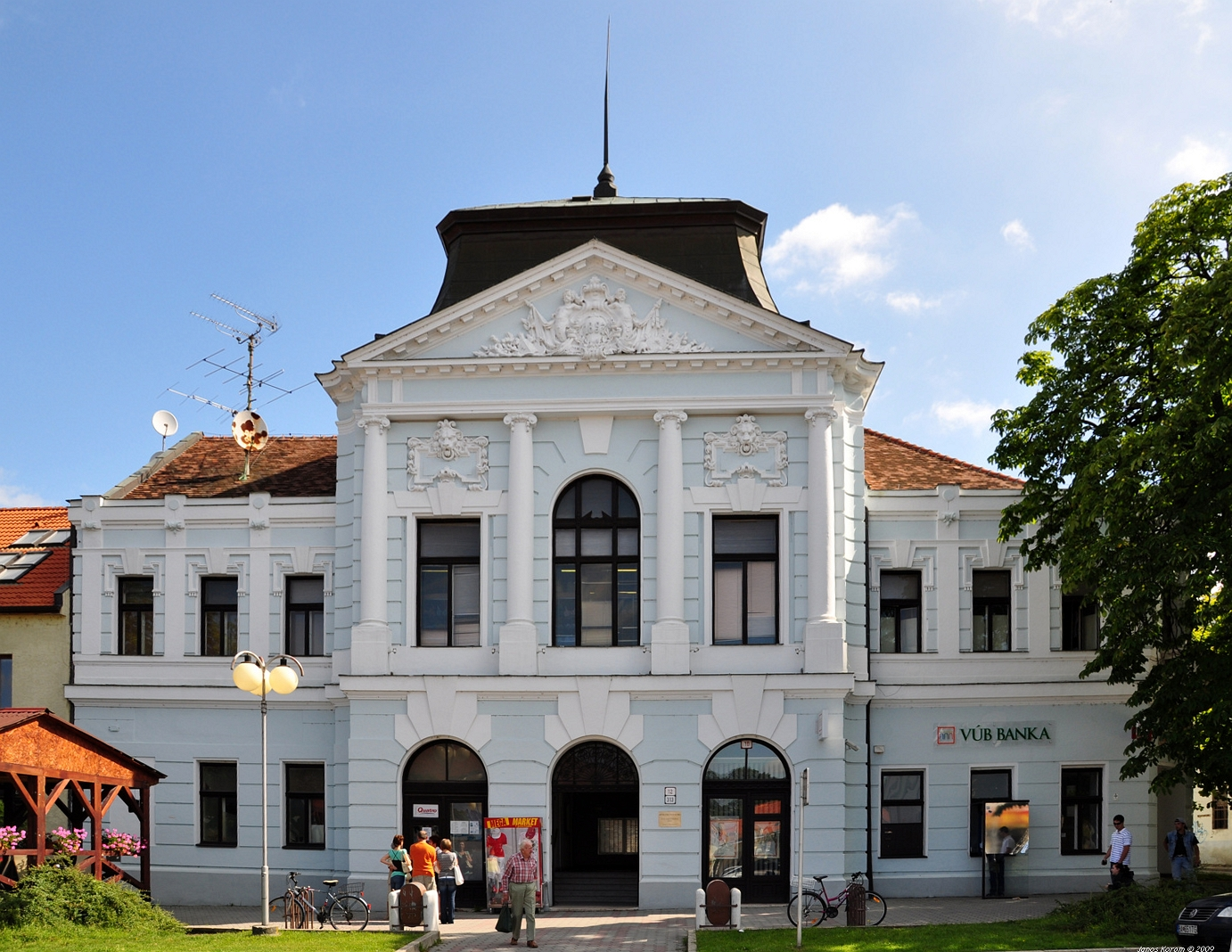
Zlaté Moravce

Der Ort liegt in einer nach Süden offenen kesselartigen Einbuchtung des Tribetzgebirges und gliedert sich in die drei Gemeindeteile Chyzerovce (1970 eingemeindet; deutsch Hiserowitz, ungarisch Hizér), Prílepy (1960 eingemeindet; deutsch Landshof, ungarisch Perlep) und Zlaté Moravce. Von 1975 bis 2002 gehörte auch die Gemeinde Žitavany zur Stadt.

## Geschichte
Der Ort wurde 1113 erstmals als villa Morowa („Stadt der Mährer“) erwähnt und erlitt während der Türkenkriege starke Beschädigungen. Durch die Entwicklung handwerklicher Zünfte kam jedoch ein Aufschwung in die Stadt, der sie bis heute geprägt hat. Der Namensbestandteil Zlaté, Golden, wurde hinzugefügt um die Stadt von anderen Moravce zu unterscheiden und rührt daher, dass in früherer Zeit aus den Flüssen Žitava und Zlatnanka Gold gewaschen wurde.

## Bevölkerung
| Jahr                | 1994   | 2004     | 2014     | 2024    |
| ------------------- | ------ | -------- | -------- | ------- |
| Anzahl der Personen | 15.694 | 13.554   | 11.855   | 11.762  |
| Unterschied         |        | −13,63 % | −12,53 % | −0,78 % |

| Jahr                | 2023   | 2024    |
| ------------------- | ------ | ------- |
| Anzahl der Personen | 11.803 | 11.762  |
| Unterschied         |        | −0,34 % |

## Sehenswürdigkeiten
- katholische Michaelskirche von 1785, im klassizistischen Stil erbaut
- Renaissancekastell, erbaut 1630 und 1779/1789 im barocken Stil umgebaut

## Söhne und Töchter
- Jozef Samaša (1828–1912), römisch-katholischer Geistlicher, Erzbischof von Eger und Kardinal
- Róbert Gragger (1887–1926), Literaturhistoriker und Philologe
- Ján Kocian (* 1958), Fußballspieler und Trainer
- Viera Podhányiová (* 1960), Hockeyspielerin
- Iveta Šranková (* 1963), Hockeyspielerin
- Jozef Piaček (* 1983), Fußballspieler